# Erdélyi lexikon
Az Erdélyi lexikon Osvát Kálmán úttörő kezdeményezése egy erdélyi ismerettár szerkesztésére, mely a Nagyváradon 1928 októberében kelt előszó szerint végül is nem több, mint „egy kis erdélyi ábécé, első bevezetés a mai Erdélybe” (Nagyvárad, 1929).

## A kötet ismertetése
A 320 lapnyi terjedelmű kötet jól válogatott címszavai összefoglaló képet adnak az 1920-as évek román, magyar és német közéletéről és személyiségeiről Erdélyben. A szerkesztő az előszó függelékében köszönetet mond Antalffy Endrének, aki az erdélyi román irodalom vezető embereiről és eszméiről írt hosszabb-rövidebb esszéket, Molter Károlynak és Olasz Péter jezsuita atyának irodalmi és egyházi adatszolgáltatásukért, Kelemen Vilmos nagyváradi bankigazgatónak a közgazdasági címszavak összeállításáért, valamint a román és szász kulturális intézményeknek a kellő felvilágosítások nyújtásáért.
Az Erdélyi Lexikon különleges jelentősége abban rejlik, hogy tíz évvel Erdélynek Romániával való egyesülése után átfogó képet ad a román-magyar-szász együttélés politikailag ugyan ellentmondásos, de a gazdasági, társadalmi és kulturális kapcsolatok folytán polgárilag konszolidálódó helyzetéről az 1930-as évek világválságát megelőző szakaszban. A munka sokoldalúan idézi a teljes közélet intézményes működését és személyiségeit, kikerülve minden egyoldalú szemléletet, s a mezőgazdasági, ipari, kereskedelmi és bankélettől kezdve az irodalomig és művészetig, az egyházak szerepéig és az iskolai kérdésekig terjedő tárgyilagos áttekintés józan és reális támasztékot nyújtott a kisebbségi-nemzetiségi önismeret és tudatalakulás számára. Mind a mai napig érvényes kulcsot kapunk az 1920-as évek viszonyainak megértéséhez.